# Twilight of the Gods
 (septembre 2024).
La mise en forme du texte ne suit pas les recommandations de Wikipédia : il faut le « wikifier ».
Les points d'amélioration suivants sont les cas les plus fréquents. Le détail des points à revoir est peut-être précisé sur la page de discussion.
- Les titres sont pré-formatés par le logiciel. Ils ne sont ni en capitales, ni en gras.
- Le texte ne doit pas être écrit en capitales (les noms de famille non plus), ni en gras, ni en italique, ni en « petit »…
- Le gras n'est utilisé que pour surligner le titre de l'article dans l'introduction, une seule fois.
- L'italique est rarement utilisé : mots en langue étrangère, titres d'œuvres, noms de bateaux, etc.
- Les citations ne sont pas en italique mais en corps de texte normal. Elles sont entourées par des guillemets français : « et ».
- Les listes à puces sont à éviter, des paragraphes rédigés étant largement préférés. Les tableaux sont à réserver à la présentation de données structurées (résultats, etc.).
- Les appels de note de bas de page (petits chiffres en exposant, introduits par l'outil «  Source ») sont à placer entre la fin de phrase et le point final[comme ça].
- Les liens internes (vers d'autres articles de Wikipédia) sont à choisir avec parcimonie. Créez des liens vers des articles approfondissant le sujet. Les termes génériques sans rapport avec le sujet sont à éviter, ainsi que les répétitions de liens vers un même terme.
- Les liens externes sont à placer uniquement dans une section « Liens externes », à la fin de l'article. Ces liens sont à choisir avec parcimonie suivant les règles définies. Si un lien sert de source à l'article, son insertion dans le texte est à faire par les notes de bas de page.
- La présentation des références doit suivre les conventions bibliographiques. Il est recommandé d'utiliser les modèles {{Ouvrage}}, {{Chapitre}}, {{Article}}, {{Lien web}} et/ou {{Bibliographie}}. Le mode d'édition visuel peut mettre en forme automatiquement les références.
- Insérer une infobox (cadre d'informations à droite) n'est pas obligatoire pour parachever la mise en page.

Pour une aide détaillée, merci de consulter Aide:Wikification.
Si vous pensez que ces points ont été résolus, vous pouvez retirer ce bandeau et améliorer la mise en forme d'un autre article.
Twilight of the Gods est une série télévisée d'animation américaine pour adultes basée sur la mythologie nordique.

## Synopsis
Lors du mariage de Leif, roi du clan Völsung et de Sigrid, fille de Glaumar, la famille de cette dernière est massacrée par le dieu Thor à la recherche de Loki. Sigrid décide alors de se rendre sur la terre des Dieux pour se venger en tuant Thor.

## Distribution
- Sylvia Hoeks (VF : Ekaterina Kharlov) : Sigrid, demi géante, fille de Glaumar et fiancée de Leif
- Stuart Martin (VF : Bastien Bourlé) : Leif, roi du clan Völsung et fiancé de Sigrid
- Pilou Asbæk (VF : Boris Rehlinger) : Thor Odinson, dieu du tonnerre et fils d'Odin
- Paterson Joseph (VF : Mathieu Buscatto) : Loki Laufeyson, dieu des mensonges
- Rahul Kohli (VF : Julien Allouf) : Egill
- Jamie Clayton (VF : Marie Bouvier) : Áile, la Seid-Kona
- Thea Sofie Loch Næss (VF : Esthèle Dumand) : Thyra
- Birgitte Hjort Sørensen (VF : Sophie Riffont) : Hervor
- Kristofer Hivju (VF : Bernard Métraux) : Andvari
- Peter Stormare : Ulfr
- John Noble (VF : Jean-Bernard Guillard) : Odin, père de Thor et Baldr
- Ólafur Darri Ólafsson : Tiwaz
- Hakeem Kae-Kazim (VF : Adrien Antoine) : Baldr, dieu de la lumière et frère de Thor
- Jamie Chung (VF : Artemisia Toussaint) : Hel, déesse du monde souterrain et fille de Loki
- Anya Chalotra : Sif
- Jessica Henwick (VF : Diana Billiotte) : Sandraudiga
- Tracy Ifeachor (VF : Corinne Wellong) : Freya
- Yetide Badaki : Dahl
- Peter Franzén (VF : Stéphane Bazin) : Glaumar, chef des géants de la Main-Tendue
- Paget Brewster : Jarnglumra
- Susan Denaker : Geitla
- Ben Prendergast : Fjolverkr / Somr, frères de Sigrid
- Corey Stoll : Hrafnkel
- Lauren Cohan : Inge
- Dave B. Mitchell : Fáfnir
- Tove Lo : Jörmungandr, serpent-monde et fille de Loki
- Helena Mattsson : Angrboda
- Ray Porter : Bolverkr
- Roger Craig Smith : Bjorn
- Josefin Asplund : Fenja
- Morla Gorrondona (VF : Diana Billiotte): Marja

 Source et légende : version française (VF) sur RS Doublage

## Liste des épisodes
1. Le prix à payer (The Bride–Price)
2. La lance hérétique (Heretic Spear)
3. Le festin des corbeaux (You Will Gladden His Ravens)
4. D'un ver à l'autre (The Worm)
5. Le bouc émissaire divin (The Scapegoat God)
6. Laissez-moi vous conter… (Now Hear Of…)
7. Si j'avais un marteau (If I Had a Hammer)
8. Le chant de Sigrid (Song of Sigrid)

## Production

### Développement
Twilight of the Gods a été conçu pour la première fois par Jay Oliva lors d'un appel téléphonique. John Derderian de Netflix a appelé Oliva lors d'un sommet d'écrivains pour sa précédente série animée Netflix, Trese, pour lui demander si Oliva savait quelque chose sur la mythologie nordique. Oliva a inventé une histoire sur-le-champ et a présenté l'idée à Derderian. Netflix a adoré l'idée et l'a de nouveau contacté pour la mettre en place, lui demandant si elle aimerait travailler avec son ancien collaborateur Zack Snyder, qui travaillait également déjà avec Netflix sur un certain nombre de projets. Tous deux ont développé l'idée, puis ont engagé Eric Carrasco comme scénariste en chef, qui finirait d'écrire les scénarios avec son équipe.
Le 10 juin 2021, lors de l'événement Geeked Week de Netflix, le titre de la série est révélé en même temps que la liste des acteurs et leurs rôles : Sylvia Hoeks, Stuart Martin, Pilou Asbæk, John Noble, Paterson Joseph, Rahul Kohli, Jamie Clayton, Kristofer Hivju, Peter Stormare, Jamie Chung, Lauren Cohan et Corey Stoll.
Le 24 juin 2021, The Hollywood Reporter a annoncé la création de KRAKN Animation, qui serait une nouvelle coentreprise dirigée par Jay Oliva et Louis-Simon Menard, respectivement PDG de Lex + Otis et Digital Dimension Entertainment Group. Le nouveau studio créerait l'animation de Twilight of the Gods. Au cours de la tournée promotionnelle de Rebel Moon, Zack et Deborah Snyder ont révélé que la série devait s'achever à l'été 2024. Ils ont fourni un synopsis de base pour la première fois depuis l'annonce de la série, ont confirmé le nombre d'épisodes (huit) et estimer une date de sortie fin 2024.
En juin 2024, Collider a annoncé que Jessica Henwick avait rejoint le casting dans le rôle de Sandraudiga.

## Accueil
La série cumule une note spectateurs de 3,3/5 sur Allociné le 22 septembre 2024.
Sur IMDB, la note est de 7,4/10 au même jour que cité précédemment.